# Abulqásim Talebi
Abulqasim Talebi (en persa: ابوالقاسم طالبی‎; Isfahán, 1961) es un director de cine y guionista iraní. Fue un antiguo oficial de inteligencia.

## Filmografía

### Director
- The Orphanage of Iran - 2016[3]
- The Golden Collars  - 2012
- Dasthay-e khali  - 2007
- Arus-e afghan  - 2004
- Naqmeh  - 2002
- Mr. President  - 2000
- Bazgasht-e Parastooha (TV Series) - 1998
- Virangar - 1995[1]

### Escritor
- The Orphanage of Iran - 2016
- The Golden Collars - 2012
- Dasthay-e khali - 2007
- Mr. President - 2000
- Bazgasht-e Parastooha (TV Series) - 1998
- Virangar -1995[1]